# Pinassa del Dalmau
La Pinassa del Dalmau (Pinus nigra) és un arbre que es troba a Sant Llorenç Savall, el qual és un altre dels gegants que s'alcen a la Vall de Mur (un racó del Vallès Occidental on els arbres de grans dimensions sovintegen).

## Dades descriptives
- Perímetre del tronc a 1,30 m: 3,06 metres.
- Alçada: Uns 20 metres.
- Amplada de la capçada: 16 x 19 metres (amplada mitjana capçada: 17,5 metres).
- Altitud sobre el nivell del mar: 580 metres.[1]

## Aspecte general
Es troba en bon estat de conservació, encara que la base del tronc presenta indicis de l'atac de corcs i l'escorça té l'impacte de diverses perdigonades que va rebre fa molts anys. Es tracta de l'exemplar de pinassa més gran de tot el Parc Natural de Sant Llorenç del Munt i l'Obac i, de retruc, de tota la comarca del Vallès Occidental.

## Accés
Es troba damunt la masia del Dalmau, a la Vall de Mur i dins el Parc Natural de Sant Llorenç del Munt i l'Obac. La millor manera d'apropar-s'hi és des de la urbanització de les Marines, la qual es troba al quilòmetre 16,3 de la carretera B-124 de Castellar del Vallès a Sant Llorenç Savall. S'ha de pujar pel costerut carrer principal fins a assolir la part alta de la susdita urbanització. S'ha de prendre la pista de terra que puja a mà esquerra i que s'enfila pel carener en direcció nord-oest, passant per damunt de les cases més enlairades de la urbanització. De seguida es supera un collet (fals coll de Palomeres) i inicia una suau baixada amb el cim de la Mola com a teló de fons. Ignorem una pista secundària a la dreta i continuem recte per la principal. 150 metres més endavant, abandonem la pista i prenem el corriol que arrenca a mà dreta. Fem cap a la pista del Daví, al costat d'un notable exemplar de pi pinyer. La travessem, resseguint de front el curs del torrent per una pista secundària. Abandonem la pista que ressegueix la llera del torrent i tombem a l'esquerra, agafant un corriol que s'enfila pel vessant en fort pendent. Una mica més amunt, ignorem un sender a banda i banda i continuem recte, pujant encara. Connectem amb el camí de Santa Agnès i el prenem a l'esquerra (cap a la dreta podem arribar als pins bords del Daví en poc més de cinc minuts de camí). Al cap de poc, travessem un roquissar amb excel·lents vistes sobre el massís de Sant Llorenç del Munt. Cruïlla. Deixem a la dreta el camí que mena a Santa Agnès i a les pinasses de la canal Freda i tombem pel camí planer de l'esquerra (no prengueu el que baixa vers el Dalmau). Recorreguts uns 100 metres assolim el cap d'una carena amb excel·lents vistes sobre el massís de Sant Llorenç del Munt. La pinassa del Dalmau es pot veure a mà esquerra, uns 50 metres per sota la carena, al vessant nord. Coordenades UTM: 31T X0419280 Y4612124.